# Heliamphora heterodoxa
Heliamphora heterodoxa es una especie de planta carnívora perteneciente a la familia Sarraceniaceae. Es originaria de la Gran Sabana y tepuys de la meseta de Ptari en Venezuela. 

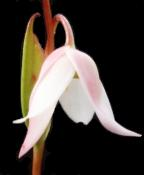
Flor

## Descripción
Fue descubierta en 1951 en Ptari Tepui. Esta especie de Heliamphora está estrechamente relacionada con Heliamphora glabra que fue durante mucho tiempo considerada como una forma de H. heterodoxa.
Heliamphora heterodoxa puede tolerar mayores temperaturas, debido principalmente a su origen en las tierras bajas. La planta crece vigorosamente y presenta unas hojas en forma de cuchara grande, que protege el néctar.
Las hojas de Heliamphora heterodoxa son bastante grandes, de hasta 35 cm de longitud. Produce grandes cantidades de néctar para atraer a los insectos. Las inflorescencias tienen 60 cm de longitud, cada una con 3 a 5 flores blancas, llegando a ser de color rosa y rojo con la edad.

## Taxon
- Heliamphora heterodoxa var. exappendiculata Maguire & Steyerm. (1978) [=H. exappendiculata]
- Heliamphora heterodoxa var. exappendiculata f. glabella Steyerm. (1984) [=H. minor]
- Heliamphora heterodoxa var. glabra Maguire (1978) [=H. glabra]
- Heliamphora heterodoxa f. glabra (Maguire) Steyerm. (1984) [=H. glabra]

## Taxonomía
Heliamphora heterodoxa fue descrita por Julian Alfred Steyermark y publicado en Fieldiana, Botany 28: 239, en el año 1951.
Etimología
Deriva de las voces griegas ἕτερος [jéteros] ('diferente, otro') y δόξα [dóksa] ('opinión').